# 弥藤吾村
弥藤吾村（やとうごむら）は、埼玉県幡羅郡・大里郡に存在した村。現在の熊谷市大字弥藤吾などにあたる。

## 地理
- 川：福川

## 歴史

### 沿革
- 1889年（明治22年）4月1日 - 町村制施行により幡羅郡弥藤吾村が発足。妻沼村と町村組合を結成し、妻沼組合村となる。
- 1896年（明治29年）4月1日 - 郡制の施行のため、所属郡が大里郡に変更。
- 1913年（大正2年）4月1日 - 妻沼組合村2村が合併し、改めて妻沼町が発足。同日弥藤吾村廃止。